# José Ribeiro (futebolista)
José Joaquim Pimentel Ribeiro (Vila Nova da Barquinha, 2 de novembro de 1957) é um ex-futebolista português que atuava como médio.

## Carreira
José Ribeiro fez parte da Seleção Portuguesa de Futebol, no Campeonato do Mundo de Futebol de 1986.